# Hue (videojuego)
Hue es un videojuego de plataformas de rompecabezas de 2016 diseñado por Henry Hoffman y Dan Da Rocha, desarrollado por Fiddlesticks y publicado por Curve Digital. El juego se lanzó el 30 de agosto de 2016 para Microsoft Windows, PlayStation 4 y Xbox One, y luego se lanzó el 29 de noviembre de 2016 para PlayStation Vita. Fue lanzado para Nintendo Switch el 6 de junio de 2019.

## Jugabilidad
La trama gira en torno al jugador en busca de su madre desaparecida, buscando a través de un mundo en blanco y negro. El jugador puede descubrir piezas de colores, lo que hará que los obstáculos desaparezcan, revelando nuevos acertijos. A medida que el jugador progresa y desbloquea más colores, la dificultad del juego aumenta y se necesitan más colores para completar los acertijos. Los ocho colores se desbloquean en el siguiente orden: aguamarina, morado, naranja, rosa, azul, rojo, amarillo y verde.

## Recepción
Hue recibió críticas "generalmente favorables" en Metacritic.